# Tan Eng Chye
Tan Eng Chye (en chino simplificado, 陈永财; pinyin, Chén Yǒngcái) es un matemático singapurense, 5.º rector de la Universidad Nacional de Singapur desde enero de 2018. Anteriormente ocupó el cargo de vicerrector en la misma institución.

## Biografía
Tan Eng Chye estudió la secundaria en el Raffles Institution entre 1974 y 1979, tras lo que obtuvo un título de grado con honores en matemáticas en 1985 en la Universidad Nacional de Singapur y un doctorado en 1989 en la Universidad Yale bajo la dirección de Roger Howe. Se incorporó como profesor al Departamento de Matemáticas de la Universidad Nacional de Singapur en 1985, y en 1999 se convirtió en subdirector del departamento. En junio de 2003 fue nombrado decano de la Facultad de Ciencias, cargo que ocupó hasta marzo de 2007. Hasta 2017, fue vicerrector de la universidad.

## Investigación, premios y reconocimientos
Entre sus intereses de investigación se encuentran la teoría de representación de grupos de Lie y álgebras de Lie, teoría de invariantes y combinatoria algebraica. En colaboración con Roger Howe, escribió un libro de texto de nivel de posgrado sobre análisis armónico no abeliano, y contribuyó a varios temas en teoría de representación, incluyendo representaciones de series principales y representaciones restringidas. También es activo en la promoción de las matemáticas, fue fundador de los Programas de Enriquecimiento de la Sociedad Matemática de Singapur en 1994, reformó la Olimpiada Matemática de Singapur en 1995 para permitir más participación de estudiantes e inició una serie de talleres para profesores en 1998. Fue presidente de la Sociedad Matemática de Singapur de 2001 a 2005 y presidente de la Sociedad Matemática del Sudeste Asiático entre 2004 y 2005.
Tan recibió la Medalla de Oro de la Administración Pública durante los premios del Día Nacional de Singapur de 2014. Desde 2011, es miembro de la Academia Nacional de Ciencias de Singapur. Recibió la Medalla Wilbur Lucius Cross de la Asociación de Alumnos de la Escuela de Posgrado de Yale en 2018, y el mismo año fue nombrado doctor honoris causa por la Universidad de Southampton, en Reino Unido.

## Publicaciones destacadas
- Roger Howe y Eng-Chye Tan Non-Abelian harmonic analysis. Applications of SL(2,R), Universitext. Springer-Verlag, Nueva York, 1992. ISBN 0-387-97768-6.
- Howe, Roger E.; Tan, Eng-Chye (1993). «Homogeneous Functions on Light Cones: \\the Infinitesimal Structure of some Degenerate Principal Series Representations». Bulletin of the American Mathematical Society 28: 1-75. doi:10.1090/S0273-0979-1993-00360-4.
- Aslaksen, Helmer; Tan, Eng-Chye; Zhu, Chen-Bo (1995). «Invariant theory of special orthogonal groups». Pacific Journal of Mathematics 168 (2): 207-215. doi:10.2140/pjm.1995.168.207.
- Howe, Roger; Tan, Eng-Chye; Willenbring, Jeb F. (2005). «Stable branching rules for classical symmetric pairs». Transactions of the American Mathematical Society 357 (4): 1601-1627. doi:10.1090/S0002-9947-04-03722-5.